# Статистика Європейського Союзу
Статистику Європейського Союзу збирає Євростат (статистична організація Європейської Комісії).

## Площа та населення

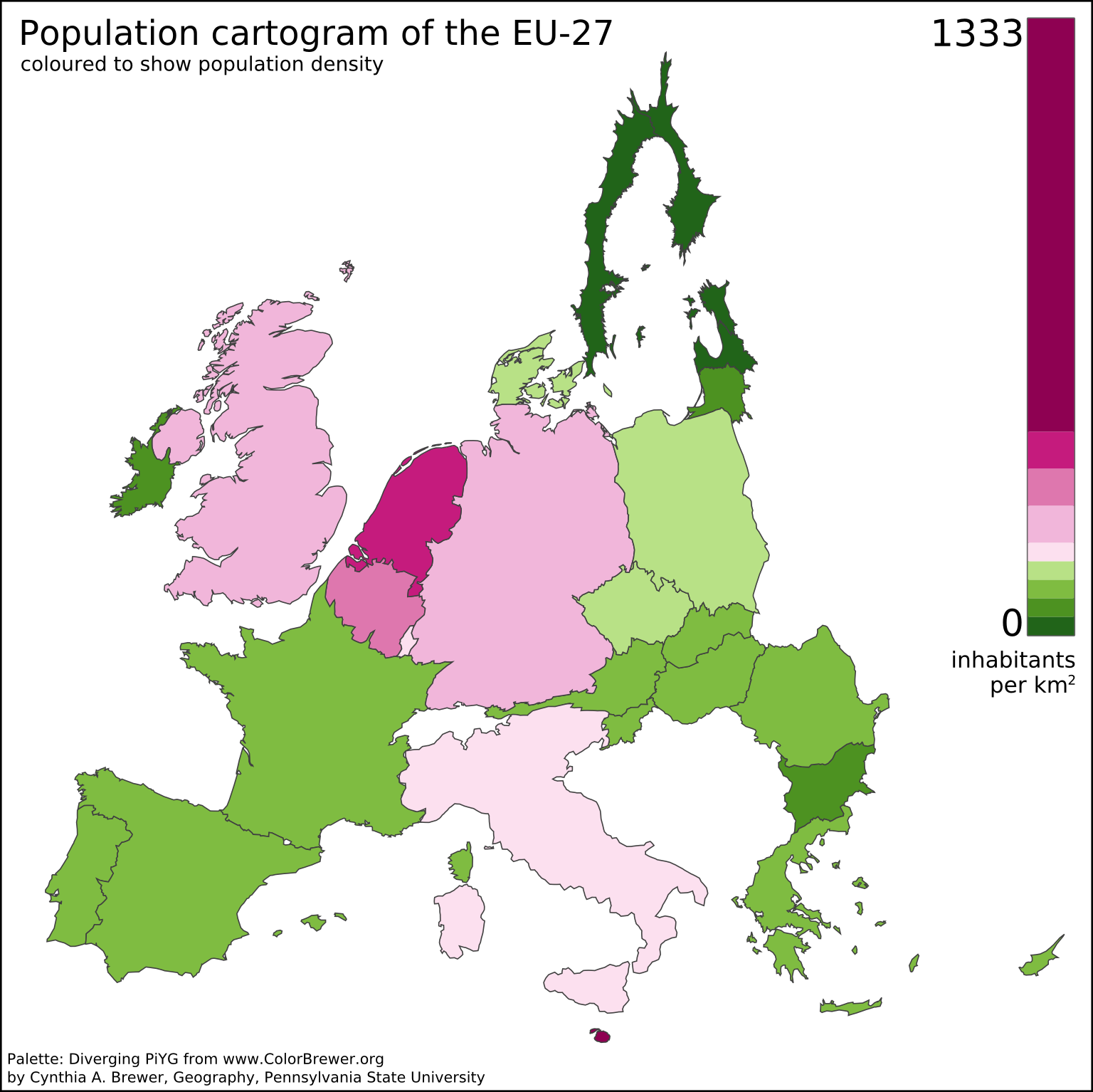
Картограма густоти населення ЄС

Станом на 1 січня 2006 року населення ЄС становить приблизно 493 000 000 людей. Однак очікується, що багато країн зазнають зниження чисельності населення в найближчі десятиліття, хоча це може бути компенсовано за допомогою населення країн, які планують вступити до ЄС протягом найближчих 20 років. Найбільш населеною державою-членом ЄС є Німеччина, де проживає близько 83 000 000 людей. Франція та Ірландія мають найвищий рівень народжуваності. Найбільш густонаселеною країною є острів Мальта, який також є найменшим, в той час найбільшою за площею є Франція. Найменш густонаселеною країною є Фінляндія.
Дані про чисельність населення наведені в таблиці нижче є найпізнішими доступними для кожної країни (деякі з них за 2006 рік, інші за 2007). Найвищі та найнижчі показники в кожній колонці виділені жирним шрифтом.
| Країна-член ЄС    | Населення в млн. | Населення в % від ЄС | Площа км2 | Площа в % від ЄС | Густ.населення люд/км2 |
| ----------------- | ---------------- | -------------------- | --------- | ---------------- | ---------------------- |
| Європейський Союз | 494.8            | 100%                 | 4,422,773 | 100%             | 112                    |
| Австрія           | 8.3              | 1.7%                 | 83,858    | 1.9%             | 99                     |
| Бельгія           | 10.5             | 2.1%                 | 30,510    | 0.7%             | 344                    |
| Болгарія          | 7.7              | 1.6%                 | 110,912   | 2.5%             | 70                     |
| Хорватія          | 4.3              | 0.9%                 | 56,594    | 1.3%             | 75.8                   |
| Кіпр              | 0.8              | 0.2%                 | 9,250     | 0.2%             | 84                     |
| Чехія             | 10.3             | 2.1%                 | 78,866    | 1.8%             | 131                    |
| Данія             | 5.4              | 1.1%                 | 43,094    | 1.0%             | 126                    |
| Естонія           | 1.4              | 0.3%                 | 45,226    | 1.0%             | 29                     |
| Фінляндія         | 5.3              | 1.1%                 | 337,030   | 7.6%             | 16                     |
| Франція           | 65.03            | 13.%                 | 643,548   | 14.6%            | 111                    |
| Німеччина         | 83.0             | 16.6%                | 357,021   | 8.1%             | 232                    |
| Греція            | 11.1             | 2.2%                 | 131,940   | 3.0%             | 84                     |
| Угорщина          | 10.1             | 2.0%                 | 93,030    | 2.1%             | 108                    |
| Ірландія          | 4.2              | 0.8%                 | 70,280    | 1.6%             | 60                     |
| Італія            | 58.8             | 11.9%                | 301,320   | 6.8%             | 195                    |
| Латвія            | 2.3              | 0.5%                 | 64,589    | 1.5%             | 35                     |
| Литва             | 3.4              | 0.7%                 | 65,200    | 1.5%             | 52                     |
| Люксембург        | 0.5              | 0.1%                 | 2,586     | 0.1%             | 181                    |
| Мальта            | 0.4              | 0.1%                 | 316       | 0.0%             | 1,261                  |
| Нідерланди        | 16.4             | 3.3%                 | 41,526    | 0.9%             | 394                    |
| Польща            | 38.1             | 7.7%                 | 312,685   | 7.1%             | 122                    |
| Португалія        | 10.6             | 2.1%                 | 92,931    | 2.1%             | 114                    |
| Румунія           | 21.6             | 4.4%                 | 238,391   | 5.4%             | 91                     |
| Іспанія           | 44.7             | 9.0%                 | 504,782   | 11.4%            | 87                     |
| Словаччина        | 5.4              | 1.1%                 | 48,845    | 1.1%             | 111                    |
| Словенія          | 2.0              | 0.4%                 | 20,253    | 0.5%             | 99                     |
| Швеція            | 9.1              | 1.8%                 | 449,964   | 10.2%            | 20                     |
| Велика Британія   | 60.7             | 12.3%                | 244,820   | 5.5%             | 246                    |

## Економіка
Докладніше про економіку ЄС дивіться у Економіка Європейського Союзу.

### Бюджет ЄС
Основний ресурс для фінансування Європейського Союзу це вклади держав-членів. Кожна держава-член робить свій внесок у бюджет ЄС, а назад отримує фінансування від ЄС, залежно від відносного добробуту держав, тобто їх здатності платити.
У таблиці нижче наведені дані про вклади у вигляді відсотка від загального бюджету. При цьому беруться до уваги особливі міркування щодо Сполученого Королівства, яке скорочує свій внесок за допомогою знижки ЄС.
| Країна-член ЄС    | Загальна сума внесків в Євро | Загальна сума внесків в % від бюджету ЄС | Загальні витрати в Євро у 2006 році | Загальні витрати в % від бюджету ЄС | Чиста сума внесків в Євро |
| ----------------- | ---------------------------- | ---------------------------------------- | ----------------------------------- | ----------------------------------- | ------------------------- |
| Європейський Союз | 105,259,468,772              | 100.00%                                  | 106,575,500,000                     | 100.00%                             | −1,316,031,228            |
| Німеччина         | 22,218,438,941               | 21.11%                                   | 12,242,400,000                      | 11.49%                              | 9,976,038,941             |
| Франція           | 17,303,107,859               | 16.44%                                   | 13,496,200,000                      | 12.66%                              | 3,806,907,859             |
| Італія            | 14,359,479,157               | 13.64%                                   | 10,922,300,000                      | 10.25%                              | 3,437,179,157             |
| Велика Британія   | 13,739,900,046               | 13.05%                                   | 8,294,200,000                       | 7.78%                               | 5,445,700,046             |
| Іспанія           | 8,957,286,488                | 8.51%                                    | 12,883,000,000                      | 12.09%                              | −3,925,713,512            |
| Нідерланди        | 5,552,933,781                | 5.28%                                    | 2,190,400,000                       | 2.06%                               | 3,362,533,781             |
| Бельгія           | 4,035,286,807                | 3.83%                                    | 5,625,100,000                       | 5.28%                               | −1,589,813,193            |
| Швеція            | 2,832,862,800                | 2.69%                                    | 1,573,400,000                       | 1.48%                               | 1,259,462,800             |
| Австрія           | 2,308,432,030                | 2.19%                                    | 1,830,100,000                       | 1.72%                               | 478,332,030               |
| Данія             | 2,130,860,212                | 2.02%                                    | 1,501,900,000                       | 1.41%                               | 628,960,212               |
| Польща            | 2,099,087,114                | 1.99%                                    | 5,305,600,000                       | 4.98%                               | −3,206,512,886            |
| Греція            | 1,882,611,879                | 1.79%                                    | 6,833,700,000                       | 6.41%                               | −4,951,088,121            |
| Фінляндія         | 1,544,832,284                | 1.47%                                    | 1,280,400,000                       | 1.20%                               | 264,432,284               |
| Португалія        | 1,443,049,602                | 1.37%                                    | 3,634,800,000                       | 3.41%                               | −2,191,750,398            |
| Ірландія          | 1,341,281,313                | 1.27%                                    | 2,461,800,000                       | 2.31%                               | −1,120,518,687            |
| Угорщина          | 1,003,119,411                | 0.95%                                    | 1,842,200,000                       | 1.73%                               | −839,080,589              |
| Чехія             | 932,392,859                  | 0.89%                                    | 1,330,000,000                       | 1.25%                               | −397,607,141              |
| Словаччина        | 393,148,777                  | 0.37%                                    | 696,200,000                         | 0.65%                               | −303,051,223              |
| Словенія          | 299,993,572                  | 0.29%                                    | 406,000,000                         | 0.38%                               | −106,006,428              |
| Люксембург        | 241,439,011                  | 0.23%                                    | 1,194,800,000                       | 1.12%                               | −953,360,989              |
| Литва             | 221,997,405                  | 0.21%                                    | 799,800,000                         | 0.75%                               | −577,802,595              |
| Кіпр              | 144,556,416                  | 0.14%                                    | 239,600,000                         | 0.22%                               | −95,043,584               |
| Латвія            | 115,205,431                  | 0.11%                                    | 402,600,000                         | 0.24%                               | −287,394,569              |
| Естонія           | 100,756,308                  | 0.10%                                    | 300,000,000                         | 0.28%                               | −199,243,692              |
| Мальта            | 57,409,269                   | 0.05%                                    | 157,000,000                         | 0.14%                               | −99,590,731               |
| Болгарія          |                              |                                          | 360,600,000                         | 0.34%                               | −360,600,000              |
| Румунія           |                              |                                          | 693,100,000                         | 0.65%                               | −693,100,000              |

## Частка негромадян ЄС
У більшості міст ЄС частка населення складається з людей, які не є громадянами Європейського Союзу.
| Рейтинг | Місто                              | Частка % |
| ------- | ---------------------------------- | -------- |
| 1       | Таллінн, Естонія                   | 27.8     |
| 2       | Каєнна, Французька Гвіана (France) | 22.7     |
| 3       | Афіни, Греція                      | 16.7     |
| 4       | Франкфурт, Німеччина               | 16.3     |
| 5       | Мюнхен, Німеччина                  | 16.2     |
| 6       | Відень, Австрія                    | 14.4     |
| 7       | Аугсбург, Німеччина                | 14.3     |
| 8       | Кельн, Німеччина                   | 14.0     |
| 9       | Вісбаден, Німеччина                | 13.9     |
| 10      | Бонн, Німеччина                    | 13.5     |

| Рейтинг | Місто                         | Частка % |
| ------- | ----------------------------- | -------- |
| 1       | Конін, Польща                 | 0.0      |
| 2       | Сувалки, Польща               | 0.0      |
| 3       | Жори, Польща                  | 0.0      |
| 4       | Кельці, Польща                | 0.1      |
| 5       | Познань, Польща               | 0.1      |
| 6       | Торунь, Польща                | 0.1      |
| 7       | Люблін, Польща                | 0.1      |
| 8       | Ґожув-Велькопольський, Польща | 0.1      |
| 9       | Гданськ, Польща               | 0.1      |
| 10      | Катовиці, Польща              | 0.1      |

## Рейтинг свобод та показників державності
В ЄС існує багато індексів, які візуалізують такі показники у державі, як корупція, економічний розвиток і свободи.

### Свобода преси
Репортери без кордонів (РБК) проводить щорічний огляд питання про свободу преси і дає оцінку кожній країні. У 2013 році Фінляндія була проголошена країною із самою вільною пресою в Європейському Союзі, а також у світі, з оцінкою 6,38. Болгарія посіла останнє місце у рейтингу вільної преси з оцінкою 28,58.

### Економічна свобода
Індекс економічної свободи створюється виданнями Wall Street Journal та Heritage Foundation. Для компіляції результатів вони враховують 50 різних показників в таких областях, як торгова політика і державне втручання. Ірландія займає перше місце серед країн ЄС з точки зору цих показників.
Всесвітній економічний форум має аналогічний індекс — Індекс глобальної конкурентоспроможності.
| Кольорові позначки  |
| ------------------- |
| Вільна              |
| Переважно вільна    |
| Помірно вільна      |
| Переважно не вільна |

### Корупція
Transparency International є міжнародною неурядовою організацією, яка щорічного публікує Глобальний звіт про корупцію, де у процентах зазначється сприйняття корупції по всьому світові. Рейтинги у таблицях відносяться до індексу сприйняття корупції від 2012 року.

### Розвиток людини
Індекс розвитку людського потенціалу — це індекс, створений Організацією Об'єднаних Націй, яка охоплює три аспекти людського розвитку:
- бідність (ВВП на душу населення)
- освіта (середня і очікувана тривалість навчання)
- охорона здоров'я (тривалість життя)

Рейтинги у таблиці взяті зі звіту ООН 2013 (дані за 2012 рік). ООН вважає всі країни-члени ЄС, за винятком Румунії та Болгарії, країнами з дуже високим рівнем людського розвитку.

### Нерівність доходів
Нерівність доходів, що вимірюється коефіцієнтом Джині, показує наскільки рівномірно розподіляються доходи серед населення. Данія має найменшу нерівність доходів із коефіцієнтом Джині 24,4, в той час як Португалія має найбільш нерівні доходи (коефіцієнт 38,5). Мальта, Люксембург і Кіпр не мають статистичних даних, і тому не включені в цю таблицю. Статистичні дані зібрані Організацією Об'єднаних Націй.

### Легкість ведення бізнесу
Індекс легкості ведення бізнесу створюється Світовим банком на основі вивчення законів і правил, збираючи та перевіряючи вхідні дані від більш як 3500 державних чиновників, юристів, бізнес-консультантів, бухгалтерів та інших фахівців, які регулярно консультують органи з правових та нормативних питань. Дані в таблиці взяті з доповіді 2010 року.